# Hoplitimyia costalis
Hoplitimyia costalis är en tvåvingeart som först beskrevs av Walker 1836.  Hoplitimyia costalis ingår i släktet Hoplitimyia och familjen vapenflugor. Inga underarter finns listade i Catalogue of Life.